# Kriegerdenkmal Schartau (Burg)
Das Kriegerdenkmal Schartau ist ein denkmalgeschütztes Kriegerdenkmal in der Ortschaft Schartau der Stadt Burg in Sachsen-Anhalt. Im örtlichen Denkmalverzeichnis ist das Kriegerdenkmal unter der Erfassungsnummer 094 71367 als Baudenkmal verzeichnet.

## Lage
Das Kriegerdenkmal von Schartau befindet sich auf dem Kirchhof der Kirche in Schartau.

## Gestaltung
Es handelt sich um eine Stele, in der eine Inschrift eingearbeitet ist. Sie wurde zum Gedenken der Gefallenen des Ersten und Zweiten Weltkriegs errichtet.

## Inschrift
Den Opfern vom 1. u. 2. Weltkrieg

## Quelle
- Gefallenendenkmal Schartau bei Burg Online, abgerufen am 19. Juni 2017.